# Emil Krüger (Archäologe)

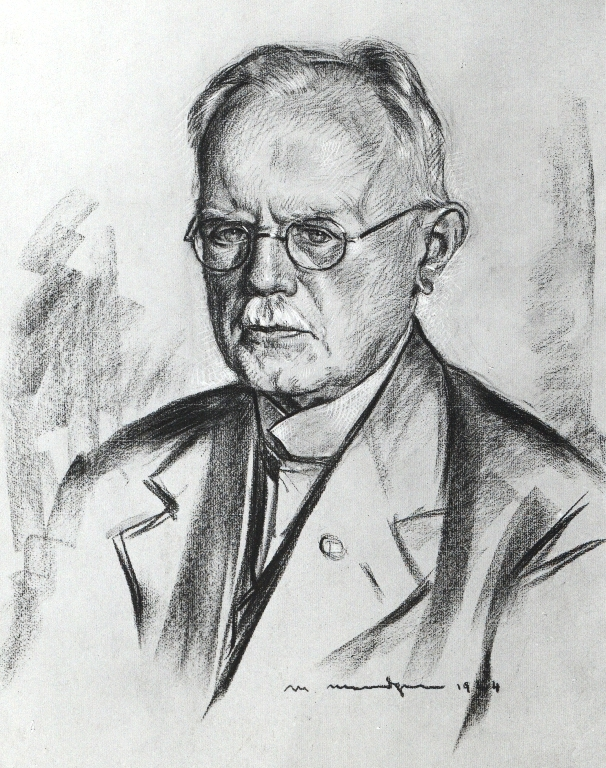
Emil Krüger

Karl Emil Hermann Krüger (* 15. Juni 1869 in Groß-Dedeleben; † 13. Dezember 1954 in Marburg) war ein deutscher Archäologe.

## Leben
Krüger wurde als zweiter Sohn des Unternehmers Eduard Krüger und seiner Ehefrau Helene, geb. Bardenweper, geboren. Das Ehepaar hatte insgesamt sieben Söhne. Die Familie siedelte bald nach Dessau über, wo Eduard Krüger eine eigene Zuckerraffinerie gründete. Emil Krügers Großvater war Altphilologe, Gymnasialdirektor und Schulrat in Braunschweig, wahrscheinlich weckte er das philologisch-altertumskundliche Interesse seines Enkels.
Emil Krüger besuchte das Herzogliche Friedrichs-Gymnasium in Dessau und studierte anschließend 1889/90 Klassische Philologie in Göttingen, unter anderem bei Ulrich von Wilamowitz-Moellendorff. Später ergänzte er als Studienfach Klassische Archäologie und wechselte 1890/91 nach Straßburg, schließlich 1891 nach Bonn, wo er 1895 promoviert wurde. 1898 folgte – nach längerer Krankheit – das Staatsexamen. 1898/99 absolvierte er den Vorbereitungsdienst am Gymnasium, anschließend ging er jedoch nicht an die Schule, sondern konnte mit dem Reisestipendium des Deutschen Archäologischen Instituts ein Jahr durch Südfrankreich, Italien, Griechenland und Kleinasien reisen. 1901 publizierte er als Ergebnis dieser Reise einen Aufsatz über ein neu entdecktes griechisches Dichterbild. 1902 war Krüger Hilfslehrer in Neuwied, anschließend unternahm er eine ausgedehnte private Studienreise nach England. Anschließend war er freiwilliger Hilfsarbeiter bei einer Grabung in Trier, 1904 arbeitete er an einer Grabung in Haltern mit.
Aufgrund einer schweren Erkrankung des Leiters des 1877 gegründeten Trierer Provinzialmuseums, Hans Graeven, wurde Krüger 1905 stellvertretender Leiter dieses Museums. 1906, nach dem Tod Graevens, wurde Krüger Museumsdirektor, zunächst für zwölf Jahre, was später verlängert wurde. Insgesamt leitete er das Trierer Provinzialmuseum von 1905 bis 1935. 1912 wurde ihm der Titel „Professor“ verliehen. Durch das Preußische Ausgrabungsgesetz von 1914 wurde er zusätzlich „Staatlicher Vertrauensmann für kulturgeschichtliche Bodenaltertümer“, einer von insgesamt zweien in der Rheinprovinz. Er war damit für die archäologische Denkmalpflege zuständig. Zu den Erfolgen in Krügers Amtszeit als Direktor des Trierer Provinzialmuseums zählten die Abformung der sogenannten „Igeler Säule“, die Erforschung – und Umbenennung – der Trierer Kaiserthermen, die Erstellung einer „Archäologischen Karte der Rheinprovinz“, die Benennung einer einschlägigen Gefäßgruppe als pompejanisch-rote Platte sowie die wissenschaftliche Bearbeitung und Publikation der römischen Grabmäler aus Neumagen durch Wilhelm von Massow. Seine eigenen archäologischen Forschungen wurden vielfach von neueren Ergebnissen widerlegt.
In Krügers Amtszeit veränderte sich auch die äußerliche Gestalt des Trierer Museums: 1906 wurde eine zusätzliche eingeschossige Ausstellungshalle eingeweiht, 1926 wurde ein neuer Verwaltungsbau fertiggestellt. 1930 wurde als zusätzliches Gebäude die ehemalige Meerkatzkaserne angemietet.
Krüger war auch sehr aktiv in der Öffentlichkeitsarbeit: es wurden eigene Ferienkurse abgehalten, er selbst hat in zahlreichen Veröffentlichungen über die Arbeit des Museums berichtet – zum Beispiel wurden regelmäßig Jahresberichte publiziert. Er initiierte die Zeitschriften „Römisch-Germanisches Korrespondenzblatt“, „Trierer Jahresberichte“ sowie die „Trierer Zeitschrift“.
Krüger war auch aktiv in der „Gesellschaft für nützliche Forschungen“, in der Trierer Ortsgruppe des „Rheinischen Heimatbundes“ und in der „Trierer Vortragsgemeinschaft“.
Während Krügers Äußerungen im Kaiserreich und besonders im Ersten Weltkrieg eine eher patriotische Gesinnung erkennen lassen, war er in der Weimarer Republik Mitbegründer und zum Teil auch Vorsitzender der Trierer Ortsgruppe der Deutschen Demokratischen Partei (DDP). Er stellte sich offen gegen die französische Besatzung und wurde im März 1923 von der französischen Verwaltung ausgewiesen. 1933 verfolgte er eine Linie der Anpassung an die nationalsozialistische Herrschaft. Im Juli 1933 stellte er für sich und die anderen Beamten des Landesmuseums einen Antrag auf Aufnahme in die NSDAP, der jedoch abgelehnt wurde, wohl wegen des bereits geltenden allgemeinen Aufnahmestopps. Am 19. Juni 1937 beantragte der schon pensionierte Krüger die Aufnahme in die NSDAP und wurde rückwirkend zum 1. Mai desselben Jahres aufgenommen (Mitgliedsnummer 4.382.122). Krüger war daneben schon seit 1933 Mitglied im Reichsbund der deutschen Beamten sowie in der NSV. 1935 wurde Krüger pensioniert, im Herbst 1944 zog er nach Marburg.
Teile seiner Privatbibliothek und seines Nachlasses hinterließ Krüger dem Trierer Museum, ein anderer Teil der Bibliothek wurde von der Hessischen Landes- und Hochschulbibliothek Darmstadt erworben.
Krüger war seit 1905 mit Luise Knatz, der Tochter eines Amtsgerichtsrats aus Kassel, verheiratet.

## Ehrungen
- 1904 ordentliches Mitglied des Vereins für Nassauische Altertumskunde und Geschichtsforschung
- 1904 korrespondierendes Mitglied des Vereins für Geschichte und Altertumskunde Westfalens
- 1907 Ehrenmitglied der Historischen Sektion des Großherzoglichen Instituts in Luxemburg
- 1910 korrespondierendes Mitglied des Deutschen Archäologischen Instituts
- 1913 Roter Adlerorden 4. Klasse
- 1910 ordentliches Mitglied des Deutschen Archäologischen Instituts
- 1938 Offizier des Ordens der Eichenkrone

## Schriften (Auswahl)
- De rebus inde a bello Hispaniensi usque ad Caesaris necem gestis. Georgi, Bonn 1895 (Dissertation Universität Bonn 1895; Digitalisat).
- Reliefbild eines Dichters. In: Mitteilungen des Deutschen Archäologischen Instituts, Athenische Abteilung, Bd. 26 (1901), S. 126–142 (doi:10.11588/diglit.41307.14).
- Die Limesanlagen im nördlichen England: der Hadrianswall, der Wall des Severus und die Limesmauer. In: Bonner Jahrbücher. Jahrbücher des Vereins von Altertumsfreunden im Rheinlande, Bd. 110 (1903), S. 1–38 (doi:10.11588/bjb.1903.0.43704).
- Die Trierer Römerbauten: kurzer Führer durch die römischen Bauten Triers. Lintz, Trier 1909.
- Die Abformung der Igeler Säule. In: Trierer Jahresberichte, Neue Folge, Bd. 2 (1909), S 107–110 (doi:10.11588/diglit.43684.14).
- mit Daniel Krencker: Vorbericht über die Ergebnisse der Ausgrabung des sogenannten römischen Kaiserpalastes in Trier (= Abhandlungen der Königlich-Preussischen Akademie der Wissenschaften: Philosophisch-Historische Klasse 1915, 2). Berlin 1915.
- Die bisherigen Ergebnisse der Trierer Kaiserpalastausgrabungen. In: Bonner Jahrbücher Band 123 (1916), S. 243–260, Taf. XXI–XXXVII.
- mit Hans Dragendorff: Das Grabmal von Igel (= Römische Grabmäler des Mosellandes und der angrenzenden Gebiete Band 1). Lintz, Trier 1924 (doi:10.11588/diglit.41447).
- Das Provinzialmuseum zu Trier. In: Johannes Horion (Hrsg.): Die rheinische Provinzial-Verwaltung: ihre Entwicklung und ihr heutiger Stand. Schwann, Düsseldorf 1925, S. 415–426.
- mit Daniel Krencker: Die Trierer Kaiserthermen: mit einer Übersicht über die wichtigsten Thermenanlagen des Römischen Reiches. Filser, Augsburg 1929.
  - Abt. 1: Ausgrabungsbericht und grundsätzliche Untersuchung römischer Thermen (= Trierer Grabungen und Forschungen Band 1, 1).